# Лисакув-Кольонія
Лисакув-Кольонія (пол. Łysaków-Kolonia) — село в Польщі, у гміні Заклікув Стальововольського повіту Підкарпатського воєводства.
Населення — 128 осіб (2011).
У 1975-1998 роках село належало до Тарнобжезького воєводства.

## Демографія
Демографічна структура станом на 31 березня 2011 року:
|          | Загалом | Допрацездатний вік | Працездатний вік | Постпрацездатний вік |
| -------- | ------- | ------------------ | ---------------- | -------------------- |
| Чоловіки | 65      | 15                 | 45               | 5                    |
| Жінки    | 63      | 11                 | 38               | 14                   |
| Разом    | 128     | 26                 | 83               | 19                   |